# Броди Реталик
Броди Реталик (енгл. Brodie Retallick; 31. мај 1991) је новозеландски рагбиста који је 2014. проглашен за најбољег рагбисту на свету.

## Биографија
Висок 204цм, тежак 117кг, Броди Алан Реталик игра на позицији скакача у другој линији (енгл. Lock). Реталик игра за рагби јунион екипу Чифс у Супер Рагби. Реталик је за "Ол Блексе" дебитовао против Ирске 9. јуна 2012. и показао свој таленат, од тада је корак по корак ишао ка томе да постане један од кључних играча Новог Зеланда. 2014. Реталик је проглашен за најбољег рагбисту на свету (енгл. World Rugby Player of the Year). За Чифсе је Броди одиграо 58 утакмица, а за Нови Зеланд 42 тест меча.